# Штих, Михаэль
Михаэ́ль Штих (нем. Michael Detlef Stich; род. 18 октября 1968, Пиннеберг, Шлезвиг, ФРГ) — немецкий теннисист. Победитель 18 одиночных турниров и 10 парных соревнований АТП-тура. Победитель Уимблдона 1991 года. Олимпийский чемпион в парных соревнованиях 1992 года. Член Международного зала теннисной славы с 2018 года.

## Достижения
- Олимпийский чемпион 1992 года в парном разряде (с Борисом Беккером);
- победитель Уимблдонского турнира 1991 года в одиночном разряде и 1992 года в паре с Джоном Макинроем;
- финалист Открытого чемпионата США 1994 года в одиночном разряде;
- финалист Открытого чемпионата Франции 1996 года в одиночном разряде;
- победитель итогового чемпионата мира 1993 года в одиночном разряде;
- обладатель (1992) и финалист (1993) Кубка Большого шлема;
- обладатель Кубка Дэвиса в составе сборной Германии (1993);
- победитель командного чемпионата мира по теннису в составе сборной Германии (1994).

## Биография
Начал заниматься теннисом в 6 лет. В 1988 году дебютировал в профессионалах. Первый турнир выиграл в Мемфисе (США) в 1990 году.
В 1991 году в карьере Штиха произошёл настоящий прорыв. На «Ролан Гаррос» он дошёл до полуфинала, а менее чем через месяц выиграл Уимблдон, где поочередно победил сильнейших теннисистов мира — Джима Курье, Стефана Эдберга и в финале Бориса Беккера. До сих пор Штих остается последним из немцев, кто выигрывал Уимблдон. На Открытом чемпионате США впервые вышел в восьмерку сильнейших. Сезон закончил в ранге четвёртой ракетки мира, проведя 100 матчей и выиграв 74. Одновременно успешно выступал в парных соревнованиях. В 1992 году в паре с Джоном Макинроем выиграл Уимблдон.
В 1992 году в паре с Борисом Беккером стал олимпийским чемпионом Барселоны.
В 1993 году также выступил очень успешно, выиграв 6 крупных турниров. Под занавес сезона выиграл Итоговый чемпионат мира АТП во Франкфурте. В финале в 4 сетах победил сильнейшего на тот момент теннисиста мира Пита Сампраса. Это достижение позволило Штиху стать второй ракеткой мира.
В 1993 году вместе с командой победил в Кубке Дэвиса и со знаменитой соотечественницей Штеффи Граф выиграл Кубок Хопмана.
В 1994 году второй раз в карьере вышел в финал турнира Большого Шлема. На этот раз в решающем матче на US Open немец уступил Андре Агасси.
На итоговом командном чемпионате мира-1994 в Дюссельдорфе завоевал чемпионский кубок. В финале турнира сборная Германии победила испанцев 2-1, Штих участвовал в обоих выигранных матчах — в паре и в одиночной игре против Серхи Бругеры.
Последующие травмы негативно отразились на игре Штиха. Он постепенно сдал свои позиции, проигрывая все больше матчей и теряя позиции в рейтинге. 23 сентября 1995 года в полуфинале Кубка Дэвиса команда Германии встречалась со сборной России. В решающем матче Штих встречался с Андреем Чесноковым и, имея 9 матчболов, упустил победу. До этого Михаэль Штих провел затяжной парный матч и «одиночку» против Евгения Кафельникова. Истощенный физически и морально, он не смог довести до победы матч с Чесноковым.
В 1996 году вышел в финал «Ролан Гаррос». На пути к решающему матчу обыграл действующего чемпиона турнира Томаса Мустера, но в финале в трёх сетах уступил Евгению Кафельникову.
Многократно выигрывал крупные и небольшие турниры в Германии. Не отказывался выступать за родную команду, поэтому пользовался большими симпатиями соотечественников.
Последним ярким выступлением 28-летнего Штиха стал Уимблдон 1997 года. Будучи только 88-й ракеткой мира, он вышел в 1/8 финала, где переиграл британца Тима Хенмена, а в четвертьфинале уступил Седрику Пьолину.
Завершил выступления в 1997 году.
Игра Михаэля Штиха отличалась высокой техничностью и скоростью. Спортсмен обладал незаменимым качеством «чувства» мяча, точно и по месту направляя его в нужную часть корта. Он отлично играл у сетки и имел очень мощный одноручный бекхенд. Имея большой физический потенциал и большие теннисные способности, Штих в течение всей карьеры совершенствовал своё мастерство.
На протяжении всей карьеры Михаэля постоянно сравнивали с соотечественником Борисом Беккером. Успехи и популярность Беккера были неизмеримо выше. Но по некоторым показателям Штих превосходил Бориса. В частности, он значительно лучше Беккера выступал на грунте и даже выигрывал турниры. В отличие от Беккера, имеет положительный баланс встреч с бесспорным лидером тех лет Питом Сампрасом.
В настоящее время Михаэль Штих участвует в благотворительных акциях. В 1994 году, будучи действующим спортсменом, основал фонд для сбора средств детям, заразившимся ВИЧ. Сегодня деятельность в общественном фонде по борьбе со СПИДом приобрела ещё больший размах. Особенно активна его работа в Федеральном кресте Германии. Выступает как комментатор крупнейших турниров.
Является страстным поклонником футбола и активно поддерживает немецкую сборную.
Член Международного зала теннисной славы с 2018 года (решение о включении в списки принято в январе, официальная церемония состоится в июле).

## Командные турниры

### Финалы командных турниров (1)

#### Победы (1)
| №  | Год  | Турнир       | Команда                                    | Соперник в финале                                               | Счёт |
| 1. | 1993 | Кубок Дэвиса | Германия М. К. Гёлльнер, П. Кюнен, М. Штих | Австралия Т. Вудбридж, М. Вудфорд, Дж. Столтенберг, Р. Фромберг | 4-1  |